# Comentari a l'Apocalipsi
El Comentari a l'Apocalipsi o Commentarium in Apocalypsin és la principal obra de Beat de Liébana, la qual dedicà a Eteri d'Osma, un altre religiós que es va refugiar a la vila de Liébana fugint de la invasió àrab. L'obra, molt popular durant els segles VIII-XI, al tombant del canvi de mil·lenni, fou molt copiada, especialment als regnes hispànics i el sud de França, i generà una de les més famoses col·leccions de manuscrits anomenats beatus.
Del Comentari se suposa que se'n feren diverses redaccions. El càlcul de les edats del món en el llibre IV fa sospitar-ho. La primera redacció deu ser de l'any 776 i la segona del 786, en plena controvèrsia adopcionista. En aquesta hi deu haver un afegit de textos aliens al comentari, la modificació de la cronologia i la dedicatòria a Eteri. En aquesta versió pretén fer front a la crisi per la qual passava l'Església en aquells moments i intenta demostrar que està en possessió de la tradició sobre l'arribada i predicació de l'Apòstol Jaume el Major a Espanya. Per això es basa en el Breviari dels Apòstols. Aquests Comentaris contenen també un dels més antics mapamundis del món cristià.

## Autor
L'atribució de l'obra a Beat es considera certa, malgrat que no hi ha cap testimoni directe que el seu autor sigui ell. La seva autoria es basa fonamentalment en la dedicatòria i en la suposició generalitzada que en aquesta època i en aquesta part de la cristiandat només podia compondre-la l'autor de l'Apologeticum, obra amb la qual té coincidències textuals.

## Finalitat de l'obra
Amb la seva explicació de l'Apocalipsi, Beat pretenia preparar els creients per la fi del món, que havia de sobrevenir, segons els seus càlculs, al final del sisè mil·lenni, concretament l'any 800 de la nostra era. Malgrat tot, Beat mantenia una certa cautela i afirmava que els homes "desconeixem si s'escurçaran" els anys que restaven per l'abrivada del mil·lenni. La figura de l'Anticrist, entesa com tot aquell que no reconeix a Crist, ressegueix el "Comentari" quasi com a fil conductor i a ell se li dediquen pàgines senceres: al seu número, al seu nom, al seu paper en el final dels temps.

## Còpies

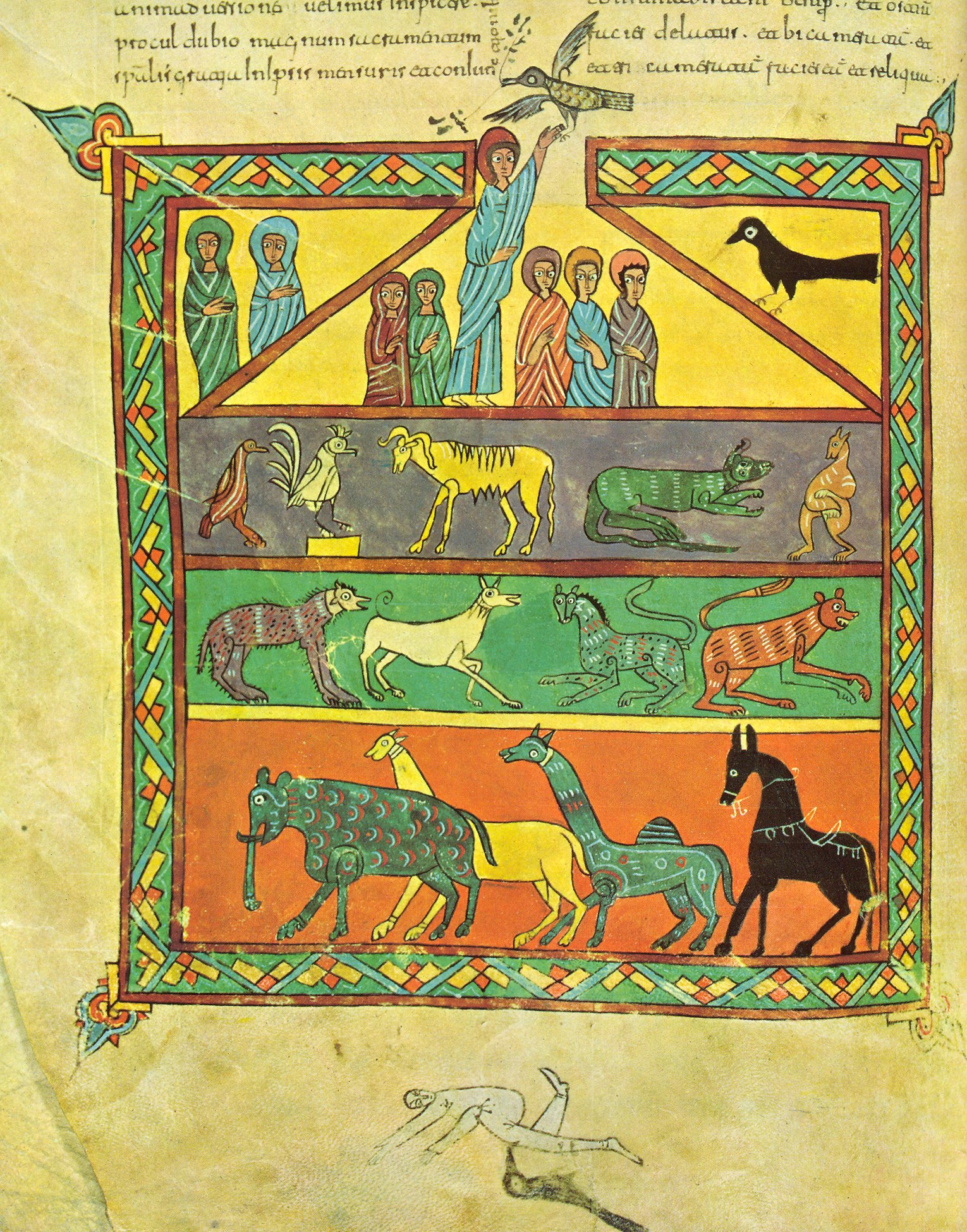
Beatus d'Urgell, f°82v L'Arca de Noè

S'anomenen beatus els manuscrits dels segles x i segle xi, amb gran quantitat d'il·lustracions, on es copià el comentari a l'Apocalipsi de Sant Joan, de Beat de Liébana. Se'n conserven trenta-una còpies, agrupades en diferents famílies, en funció de l'original que ha servit de base per a cada còpia. La majoria procedeixen de scriptoria de monestirs castellans, tot i que n'hi ha de copiats en tallers catalans, francesos i italians. D'alguns només en queden alguns fulls i fragments. Cal destacar-ne els següents:
- Fragment de Nájera o "de Cirueña", pel monestir d'origen. segle ix. Tresor de l'Abadia de Santo Domingo de Silos.
- Beatus del Monestir de San Millán de la Cogolla. Any 930. Madrid. Reial Acadèmia de la Historia. Ms. 33.
- Beatus de l'Escorial, produït a San Millán de la Cogolla. Vers 950/955. Biblioteca de l'Escorial. Real Biblioteca de San Lorenzo.
- Beatus de San Miguel de Escalada, pel monestir que l'encomanà, o "Beatus Morgan", pel propietari, o "Beatus de Magius", pel seu autor. Vers l'any 940-45. Pierpont Morgan Library (Estat de Nova York). Ms 644. 280 x 380. 89 il·lustracions. Il·lustrat per Magius o Maius[2][3]
- Beatus Emilianense o "Beatus Primer" de la Biblioteca Nacional. Segon terç del segle x Madrid. Biblioteca Nacional. Ms. Vit. 14.1.
- Beatus de San Salvador de Tábara. Vers 968/970. Madrid. Arxiu Històric Nacional. Ms 1097 B (1240). Il·lustrat per Magius, acabat després de la seva mort pel seu alumne Emeterius.
- Beatus de Valcavado. Vers 970. Valladolid. Biblioteca de la Universitat. Ms. 433 (ex ms 390). 87 il·lustracions. Il·lustrat per Oveco.
- Beatus de Girona. Vers l'any 975. Catedral de Girona. Arxiu, Manuscrit 7, Mides 260x400 mm. 280 folis. 160 il·lustracions. Copiat al monestir de Távara (Zamora).[4]
- Beatus de la Seu d'Urgell, miniat anònim del final del segle x, d'importació mossàrab i copiat a la Rioja o Lleó, conservat a la Catedral de la Seu d'Urgell (Arxiu. Ms. 26). Consta de set folis numerats amb xifres romanes i d'altres 243 folis amb numeració aràbiga. 79 miniatures
- Beatus de Ferran i Sança, anomenat també "de Facund" o "de Lleó". 1047. Madrid. Biblioteca Nacional. Ms. Vit. 14.2. Encarregat pel rei Ferran I de Castella i la reina Sança I de Lleó. 267 x 361. 312 folis. 98 il·lustracions. Il·lustrat per Facundo.
- Beatus de la Catedral de El Burgo de Osma. 1086. Cod. 1. 225 x 360mm. 166 folis. 71 il·lustracions. Escriba: Petrus. Il·lustrador: Martinus
- Beatus de l'Abadia de Saint-Sever (Landes). Vers els anys 1060/1070. París. Biblioteca Nacional de París. Ms. Lat. 8878.
- Beatus Monestir de Santo Domingo de Silos. Vers els anys 1091/1109. Londres. British Library. Ms. Add. 11695.
- Beatus de Torí, copiat a la Catedral de Girona o al monestir de Ripoll a partir del Beatus de Girona, el segle xii. Es conserva a la Biblioteca Nacional de Torí.